# Coupable (film, 1991)
Pour les articles homonymes, voir Coupable.
Pour plus de détails, voir Fiche technique et Distribution.
Coupable est un film américain réalisé par Jan Eliasberg, sorti en 1991.

## Synopsis
Une assistante sociale tombe sous le charme d'un de ses clients, un homme jadis reconnu coupable du meurtre de sa femme, et s'interroge sur la culpabilité de ce dernier. Au fur et à mesure de leur relation, elle se persuade de son innocence. Mais les apparences sont parfois trompeuses.

## Fiche technique
- Titre français : Coupable
- Titre québécois : Le cauchemar de Laura
- Titre belge : Meurtre sur pellicule
- Titre original : Past Midnight
- Réalisation : Jan Eliasberg
- Scénario : Frank Norwood
- Musique : Steve Bartek
- Photographie : Robert D. Yeoman
- Montage : Christopher Rouse
- Production : Lisa M. Hansen
- Société de production : Cinetel Films
- Société de distribution : New Line Cinema
- Pays :  États-Unis
- Langue : Anglais
- Format : Couleur - Dolby - 35 mm - 1.85:1
- Genre : Thriller
- Durée : 96 min

## Distribution
- Rutger Hauer : Ben Jordan
- Natasha Richardson : Laura Mathews
- Clancy Brown : Steve Lundy
- Guy Boyd : Todd Canipe
- Tom Wright (en) : Lee Samuels
- Ernie Lively : L'inspecteur Allan Tobias
- Ted D'Arms : Bill Tudor
- Paul Giamatti : Larry Canipe
- Charles Boswell : Carlton Daniels
- Dana Eskelson : Kathy Tudor